# Kaeng Khoi (huyện)
Kaeng Khoi (tiếng Thái: แก่งคอย) là một huyện (amphoe) ở đông bắc của tỉnh Saraburi, miền trung Thái Lan. 
Huyện được thành lập năm 1827 với tên gọi Khwaeng Kaeng Khoi. 

## Địa lý
Các huyện giáp ranh (từ phía bắc theo chiều kim đồng hồ) là: Phatthana Nikhom của tỉnh Lopburi, Wang Muang và Muak Lek của tỉnh Saraburi, Mueang Nakhon Nayok và Ban Na của tỉnh Nakhon Nayok, Wihan Daeng, Mueang Saraburi và Chaloem Phra Kiat của tỉnh Saraburi.
Huyện này là điểm cuối cực tây của vườn quốc gia Khao Yai.

## Hành chính
Huyện này được chia thành 14 phó huyện (tambon), các đơn vị này lại được chia ra thành 116 làng (muban). Kaeng Khoi là một thị xã (thesaban mueang) and Thap Kwang một phó huyện municipality (thesaban tambon), cả hai nằm trên toàn bộ tambon cùng tên. Có 12 Tổ chức hành chính tambon.
| STT. | Tên             | Tên Thái | Số làng | Dân số |  |
| ---- | --------------- | -------- | ------- | ------ |  |
| 1.   | Kaeng Khoi      | แก่งคอย   | -       | 11.921 |  |
| 2.   | Thap Kwang      | ทับกวาง   | 10      | 14.991 |  |
| 3.   | Tan Diao        | ตาลเดี่ยว  | 11      | 9.487  |  |
| 4.   | Huai Haeng      | ห้วยแห้ง   | 12      | 6.947  |  |
| 5.   | Tha Khlo        | ท่าคล้อ    | 11      | 4.619  |  |
| 6.   | Hin Son         | หินซ้อน    | 9       | 3.535  |  |
| 7.   | Ban That        | บ้านธาตุ   | 5       | 1.807  |  |
| 8.   | Ban Pa          | บ้านป่า    | 10      | 9.028  |  |
| 9.   | Tha Tum         | ท่าตูม     | 4       | 2.130  |  |
| 10.  | Cha-om          | ชะอม     | 11      | 6.891  |  |
| 11.  | Song Khon       | สองคอน   | 11      | 6.180  |  |
| 12.  | Tao Pun         | เตาปูน    | 7       | 2.029  |  |
| 13.  | Cham Phak Phaeo | ชำผักแพว  | 10      | 5.849  |  |
| 15.  | Tha Maprang     | ท่ามะปราง | 5       | 3.507  |  |

Mã địa lý 14 không được sử dụng.